# Costa Rica op de Olympische Zomerspelen 1984
Costa Rica nam deel aan de Olympische Zomerspelen 1984 in Los Angeles, Verenigde Staten. De ploeg, bestaande uit 27 mannen en 1 vrouw, won geen enkele medaille, net als vier jaar eerder in Moskou.

## Deelnemers en resultaten per onderdeel

### Atletiek
| Olympiër        | Discipline   | Resultaat | Prestatie                 |
| --------------- | ------------ | --------- | ------------------------- |
| Glen Abrahams   | 100m (m)     | 80e       | serie 10: 7de in 11,31    |
| Glen Abrahams   | 200m (m)     | 70e       | serie 2: 8ste in 22,75    |
| Orlando Mora    | 5000m (m)    | 43e       | serie 4: 11de in 14.33,49 |
| Orlando Mora    | 10000m (m)   | 39e       | serie 2: 13de in 30.49,43 |
| Ronaldo Lanzoni | marathon (m) | DNF       | niet gefinisht            |

### Judo
| Olympiër        | Discipline | Resultaat | Prestatie |
| --------------- | ---------- | --------- | --------- |
| Ronny Sanabria  | -60kg (m)  | 18e       |           |
| Andrés Sancho   | -65kg (m)  | 33e       |           |
| Álvaro Sanabria | -71kg (m)  | 19e       |           |
| Javier Condor   | -78kg (m)  | 34e       |           |

### Schietsport
| Olympiër                  | Discipline          | Resultaat | Prestatie                       |
| ------------------------- | ------------------- | --------- | ------------------------------- |
| Roger Cartín              | 10m luchtgeweer (m) | 52e       | 511 punten: (84-87-77-86-83-94) |
| Mariano Lara              | 50m pistool (m)     | 25e       | 546 punten: (83-95-95-93-91-89) |
|                           |                     |           |                                 |
| Elizabeth Jagush-Bourland | 10m luchtgeweer (v) | 32e       | 365 punten: (91-94-91-89)       |

### Voetbal
| Olympiër | Discipline | Resultaat | Prestatie                                                                    |
| --- | ---------- | --------- | ---------------------------------------------------------------------------- |
| Alejandro González Alvaro Solano Carlos Santana Carlos Toppings César Hines Enrique Díaz Enrique Rivers Evaristo Coronado Germán Chavarría Guillermo Guardia Juan Cayasso Leonidas Flores Luis Galagarza Marcos Rojas Marvin Obando Miguel Simpson Minor Alpízar | mannen     | 13e       | groep D: 4de V van Verenigde Staten: 0-3 V van Egypte: 1-4 W van Italië: 1-0 |

| Groep D |                  |             |             |             |             |            |            |            |        |
| #       | Land             | Wedstrijden | Wedstrijden | Wedstrijden | Wedstrijden | Doelpunten | Doelpunten | Doelpunten | Punten |
| #       | Land             | G           | W           | G           | V           | V          | T          | Saldo      | Punten |
| 1       | Italië           | 3           | 2           | 0           | 1           | 2          | 1          | +1         | 4      |
| 2       | Egypte           | 3           | 1           | 1           | 1           | 5          | 3          | +2         | 3      |
| 3       | Verenigde Staten | 3           | 1           | 1           | 1           | 4          | 2          | +2         | 3      |
| 4       | Costa Rica       | 3           | 1           | 0           | 2           | 2          | 7          | -5         | 2      |

| Ronde      | Datum    | Plaats           | Land | Score      | Land |
| ---------- | -------- | ---------------- | ---- | ---------- | ---- |
| Groepsfase |          |                  |      |            |      |
| 29 juli    | Stanford | Verenigde Staten | 3-0  | Costa Rica |      |
| 31 juli    | Stanford | Egypte           | 4-1  | Costa Rica |      |
| 2 augustus | Pasadena | Costa Rica       | 1-0  | Italië     |      |

### Zwemmen
| Olympiër       | Discipline           | Resultaat | Prestatie               |
| -------------- | -------------------- | --------- | ----------------------- |
| Andrey Aguilar | 200m schoolslag (m)  | 29e       | serie 4: 5de in 2.27,69 |
| Andrey Aguilar | 200m vlinderslag (m) | 30e       | serie 5: 6de in 2.08,74 |
| Andrey Aguilar | 200m wisselslag (m)  | 26e       | serie 1: 4de in 2.11,63 |

Algerije · Amerikaanse Maagdeneilanden · Andorra · Antigua en Barbuda · Argentinië · Australië · Bahama’s · Bahrein · Bangladesh · Barbados · België · Belize · Benin · Bermuda · Bhutan · Birma · Bolivia · Bondsrepubliek Duitsland · Botswana · Brazilië · Britse Maagdeneilanden · Canada · Centraal-Afrikaanse Republiek · Chili · China · Chinees Taipei · Colombia · Congo-Brazzaville · Costa Rica · Cyprus · Denemarken · Djibouti · Dominicaanse Republiek · Ecuador · Egypte · El Salvador · Equatoriaal-Guinea · Fiji · Filipijnen · Finland · Frankrijk · Gabon · Gambia · Ghana · Grenada · Griekenland · Groot-Brittannië · Guatemala · Guinee · Guyana · Haïti · Honduras · Hongkong · Ierland · IJsland · India · Indonesië · Irak · Israël · Italië · Ivoorkust · Jamaica · Japan · Joegoslavië · Jordanië · Kaaimaneilanden · Kameroen · Kenia · Koeweit · Lesotho · Libanon · Liberia · Liechtenstein · Luxemburg · Madagaskar · Malawi · Maleisië · Mali · Malta · Marokko · Mauritanië · Mauritius · Mexico · Monaco · Mozambique · Nederland · Nederlandse Antillen · Nepal · Nicaragua · Nieuw-Zeeland · Niger · Nigeria · Noord-Jemen · Noorwegen · Oeganda · Oman · Oostenrijk · Pakistan · Panama · Papoea-Nieuw-Guinea · Paraguay · Peru · Portugal · Puerto Rico · Qatar · Roemenië · Rwanda · Salomonseilanden · Samoa · San Marino · Saoedi-Arabië · Senegal · Seychellen · Sierra Leone · Singapore · Soedan · Somalië · Spanje · Sri Lanka · Suriname · Swaziland · Syrië · Tanzania · Thailand · Togo · Tonga · Trinidad en Tobago · Tsjaad · Tunesië · Turkije · Uruguay · Venezuela · Verenigde Arabische Emiraten · Verenigde Staten · Zaïre · Zambia · Zimbabwe · Zuid-Korea · Zweden · Zwitserland